# Staatsverschuldung der Vereinigten Staaten

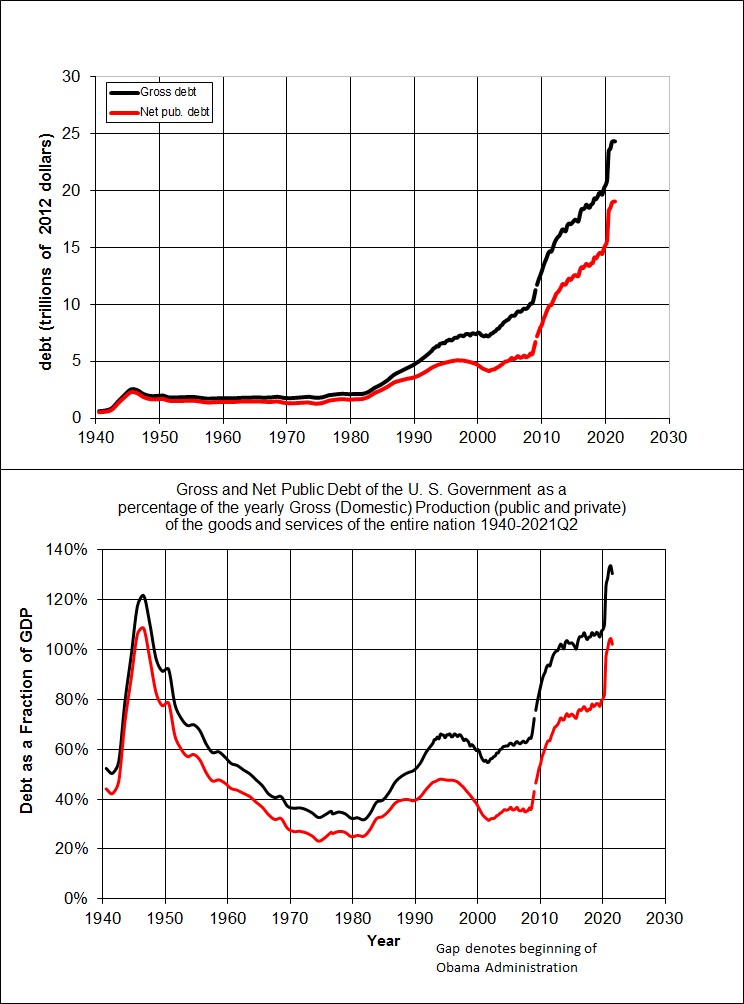
Historische Staatsverschuldung der Vereinigten Staaten, nominell (oben, inflationsbereinigt) und im Verhältnis zum Bruttoinlandsprodukt (unten)

Die Staatsverschuldung der Vereinigten Staaten bezeichnet die Gesamtmenge aller Schulden der Vereinigten Staaten auf Bundesebene, also die von der Bundesregierung geschuldeten Gesamtforderungen der kreditgebenden Gläubiger. Die Staatsverschuldung ist seit den 1980ern bis auf eine kurze Phase in den späten 1990ern kontinuierlich gewachsen, nach der Jahrtausendwende besonders, bedingt durch die Irak- und Afghanistankriege sowie die Folgen der Weltfinanzkrise 2007–2008 und der COVID-19-Pandemie. Im August 2025 betrug die Staatsverschuldung insgesamt 37,2 Billionen US-Dollar oder 123 % des Bruttoinlandprodukts.

## Geschichte
Die Staatsverschuldung der USA stieg fast immer kriegsbedingt. Bereits mit der Gründung (1776) hatte der Bund durch den vorangegangenen Amerikanischen Unabhängigkeitskrieg und aus der Zeit der Konföderationsartikel Schulden. Der erste dokumentierte Schuldenstand vom 1. Januar 1791 betrug dabei 75.463.476,52 US-Dollar. Von 1796 bis 1811 kam es zu 14 Haushaltsüberschüssen und zwei Haushaltsdefiziten. Während des Britisch-Amerikanischen Kriegs (1812–1815) stieg die Staatsverschuldung.
In 18 von den 20 Jahren nach dem Krieg gab es Haushaltsüberschüsse; die Schulden wurden abgetragen.
Die zweite starke Erhöhung der Staatsverschuldung erfolgte im Zusammenhang mit dem Sezessionskrieg (1860 65 Mio. US-Dollar Schulden, 1863 über eine Milliarde, nach Kriegsende 2,7 Mrd. US-Dollar). In den folgenden 47 Jahren kam es in 36 Jahren zu Haushaltsüberschüssen und in elf Jahren zu Haushaltsdefiziten; 55 % der Staatsverschuldung wurden abgetragen.
1917 traten die USA in den Ersten Weltkrieg ein. Die Staatsverschuldung erreichte zum Kriegsende (11. November 1918) 25,5 Mrd. US-Dollar. In den folgenden elf Jahren kam es zu Haushaltsüberschüssen; 36 % der Schulden wurden zurückgezahlt.
Erstmals nicht kriegsbedingt stieg die Staatsverschuldung nach dem Beginn der Weltwirtschaftskrise. US-Präsident Franklin D. Roosevelt bekämpfte die Großen Depression mit als New Deal bekannt gewordenen Sozialreformen, insbesondere mit der Einführung einer Rentenversicherung und einer Arbeitslosenversicherung (Unemployment insurance in the United States) 1935.
Der Schuldenstand der USA betrug 1933 ca. 20 Mrd. US-Dollar (etwa 20 % des Bruttoinlandprodukts) und 1936 33,7 Mrd. US-Dollar (etwa 40 % des Bruttoinlandprodukts).
Am 7. Dezember 1941 griffen japanische Bomber überraschend Pearl Harbor (Hawaii, USA) an. Am Tag darauf erklärten die USA Japan den Krieg und traten in den Zweiten Weltkrieg ein.
1950 betrugen die Staatsschulden der USA 260 Mrd. US-Dollar (etwa 94 % des Bruttoinlandprodukts).
Während des Koreakrieges stiegen sie weiter.

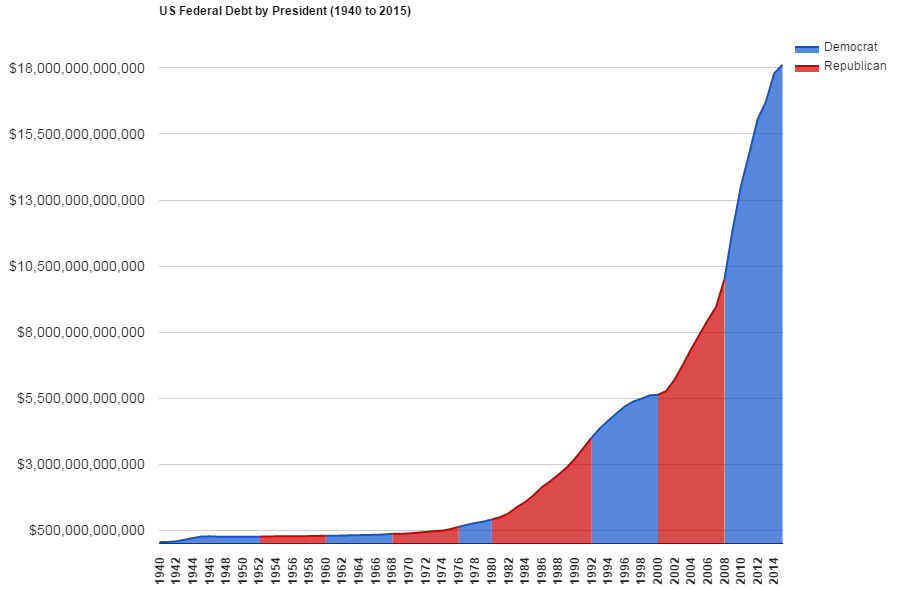
Historische Staatsverschuldung der Vereinigten Staaten, 1940–2015 (nicht inflationsbereinigt)

Während der Ära des Bretton-Woods-Systems von 1944 bis 1973 nahmen die Realschulden der Vereinigten Staaten ab.
Im August 1971 hob der damalige US-Präsident Nixon die im Bretton-Woods-System vereinbarte nominale Goldbindung des US-Dollar auf. Dies verursachte den Nixon-Schock und seitdem ist der Wechselkurs des US-Dollar zu den übrigen frei konvertiblen Währungen frei.
Die 1970er Jahre waren von zwei Ölpreiskrisen (1973/74 und 1979/80) geprägt. Diese verursachten in vielen westlichen Ländern hohe Inflationsraten und wirtschaftliche Probleme (Stagnation, Stagflation, Arbeitslosigkeit).

Während der Amtszeiten der Präsidenten Ronald Reagan (Januar 1981 bis Januar 1989) und George Bush vervierfachte sich unter gesenkten Steuern der Schuldenstand und erreichte 1992 5,39 Billionen US-Dollar. Bis zur Jahrtausendwende stieg die Staatsverschuldung noch einmal um 19 % auf 6,42 Billionen US-Dollar.
Im Verhältnis zur Wirtschaftskraft sank sie während der Reaganomics von 64 % auf 56,4 % des Bruttoinlandprodukts, da es in den 1990ern in den Vereinigten Staaten zu einer lang anhaltenden Wachstumsphase kam. Zwischen 1960 und 1999 gab es nur im Jahr 1969 einen Überschuss im Staatshaushalt.
In den Haushaltsprojektionen im Jahr 2001 prognostizierte das Congressional Budget Office, die Haushaltsbehörde des Kongresses, anhaltende Haushaltsüberschüsse von jährlich 850 Mrd. US-Dollar bis mindestens 2012. Dies hätte die Gesamtverschuldung nach etwa acht Jahren komplett abgetragen.
Nach den Terroranschlägen am 11. September 2001 begann die Regierung Bush aber einen sehr teuren Krieg gegen den Terror.
Bis 2009 gab es eine Netto-Neuverschuldung von durchschnittlich 1,2 Billionen US-Dollar pro Jahr. Nach Analysen der New York Times lässt sich diese Diskrepanz auf die wesentlich schlechter als erwartet ausgefallene Wirtschaftsleistung und damit verbundene Steuerausfälle (37 %), die unter Präsident Bush beschlossenen Maßnahmen (33 %), darunter insbesondere Steuersenkungen oder eine Ausweitung der Medikamentenversicherung im Rahmen von Medicare, aber auch die Kriege in Afghanistan und dem Irak, die davon unter Präsident Obama verlängerten Maßnahmen (20 %) sowie seine neuen Maßnahmen (10 %) zurückführen.
Zusätzlich führte nach der US-Immobilienmarkt Blase die Finanzkrise ab 2007 zu einer Reihe fiskalpolitischer Maßnahmen, um ein Zusammenbrechen der Finanzbranche sowie von Teilen der amerikanischen Industrie zu verhindern. Die Staatsverschuldung stieg unter der Präsidentschaft von George W. Bush von 2001 bis 2009 um 67 % auf 10,71 Billionen US-Dollar, was etwa 84,2 % der Wirtschaftsleistung ausmachte.
Unter Präsident Barack Obama wurden 2010 weitere Maßnahmen zur Bekämpfung der andauernden Wirtschaftsflaute ergriffen, sodass die Staatsverschuldung stieg. Im Februar 2011 drohte die damalige gesetzliche Obergrenze von 14,2 Billionen US-Dollar (etwa 96,9 % des Bruttoinlandsprodukts) deutlich zu überschreiten. Die gesetzliche Obergrenze wurde daraufhin bei 16,39 Billionen US-Dollar festgesetzt. Ende 2012 erreichten die USA diese Höhe (etwa 102 % des Bruttoinlandsprodukts 2012). Anfang Februar 2013 unterzeichnete Obama das Gesetz zur Aussetzung der Schuldenobergrenze bis zum 19. Mai 2013. Bis zu diesem Datum aufgenommene Schulden werden dann nachträglich mit der Erhöhung der gesetzlichen Obergrenze, soweit die Frist nicht auf unbestimmte Zeit verlängert wird, angerechnet. Dies ermöglicht der Regierung eine Neuverschuldung in unbegrenzter Höhe, wobei die Annahme der neuen Schuldenobergrenze, um einen Staatsbankrott abzuwenden, mindestens in Höhe der Neuverschuldung beim Auslaufen der Frist, verpflichtend ist.
Präsident Barack Obama reduzierte das jährliche Staatsdefizit dann bis zum Ende seiner zweiten Amtszeit 2016 wieder auf 585 Milliarden Dollar.
Unter Präsident Donald Trump stieg die Staatsverschuldung an und erreichte im Oktober 2019 ein Staatsdefizit von 984 Milliarden Dollar für das Fiskaljahr 2018/19 im Vergleich zu 779 Milliarden Dollar im Fiskaljahr zuvor. Das US-amerikanische Finanzministerium erklärte, unter anderem seien die Ausgaben für Soziales, Verteidigung und Schuldendienst angestiegen. Experten machen unter anderem die Nachwirkungen der von US-Präsident Donald Trump betriebenen Steuersenkungen und höhere Militärausgaben für den Anstieg des Defizits verantwortlich. Die Staatsschulden erreichten nach Angaben des US-Finanzministeriums im Oktober 2019 rund 16,8 Billionen US-Dollar, Ende 2024 betrug der Schuldenstand 35,25 Billionen Dollar.
Im Mai 2025 stufte die Ratingagentur Moody’s die Kreditwürdigkeit der USA von Aaa auf Aa1 herab. Diese Entscheidung indiziert die wachsende Besorgnis über die steigende Staatsverschuldung und die anhaltenden Haushaltsdefizite. Die Herabstufung erfolgt mehr als ein Jahr nach der Änderung des Ausblicks auf „negativ“ und bringt die USA nun auf das gleiche Niveau wie frühere Bewertungen von Fitch und S&P Global Ratings. Moody’s begründet die Maßnahme mit der mangelnden politischen Einigkeit zur Bewältigung der finanziellen Herausforderungen. Aufeinanderfolgende US-Regierungen und der Kongress hätten keine glaubwürdigen Maßnahmen zur Eindämmung der Defizite ergriffen. Die Entscheidung könnte dazu führen, dass Anleger höhere Renditen für US-Staatsanleihen verlangen, was die Finanzierungskosten der Regierung weiter erhöht. Das Weiße Haus kritisierte die Herabstufung als politisch motiviert. Die Finanzmärkte reagierten zeitnah: Die Renditen der 10-jährigen Staatsanleihe stiegen, und der US-Dollar-Index fiel unter 100,50. Moody’s prognostiziert, dass die US-Bundesschuld bis 2035 auf etwa 134 % des BIP ansteigen wird. Diese Entwicklung könnte langfristige Auswirkungen auf die Stabilität der US-Wirtschaft und die globale Finanzlandschaft haben.  Nach Schätzung des Committee for a Responsible Federal Budget  wird die Schuldenlast der Vereinigten Staaten in den nächsten zehn Jahren aufgrund des "One Big Beautiful Bill" vom 4. Juli 2025 um 3,4 Billionen Dollar erhöht; damit geht ein Anwachsen der  Schuldenquote von aktuell 124 auf 143 Prozent der Wirtschaftsleistung einher. Im Jahr 2025 wenden die USA täglich  ca. 3 Milliarden als Zinsaufwand für die bestehenden Staatsverbindlichkeiten auf.

## Berechnung und Bewertung

### Kredite Dritter und interne Schulden
Die offiziellen Angaben zur Staatsverschuldung der Vereinigten Staaten setzen sich aus zwei Zahlen zusammen: Den Schulden, die von Dritten gehalten werden, und den Schulden, die innerhalb des Bundes zwischen seinen Institutionen anfallen, zum Beispiel Staatsanleihen, die als Anlagen für Überschüsse der staatlichen Rentenversicherung gehalten werden. Im Februar 2011 wurden von den 14,2 Billionen US-Dollar Gesamtschulden ca. 9,6 Billionen US-Dollar von Dritten gehalten. Der Rest in Höhe von 4,6 Billionen US-Dollar entfiel auf bundeseigene Institutionen.
Seit 1957 ist die Summe der Schulden, die intern gehalten werden, stetig gestiegen. Größten Anteil daran haben über Jahrzehnte angefallene Überschüsse aus den Sozialversicherungen, die für andere Zwecke verwendet werden. Als Ausgleich für diese Entnahme aus den Versicherungssystemen werden ihnen Schuldverschreibungen des Bundes gutgeschrieben, die wie alle anderen Schulden aus zukünftigen Haushaltsmitteln finanziert werden müssen.
Die Staatsverschuldung wird auch in marktfähige und nicht-marktfähige Schuldverschreibungen aufgeteilt. Im Februar 2011 betrug die Summe aller marktfähigen Schuldverschreibungen 9 Billionen US-Dollar, denen nicht-marktfähige in Höhe von 5,2 Billionen US-Dollar gegenüberstehen. Die meisten der marktfähigen Instrumente sind Wertpapiere des Finanzministeriums, die von Investoren und anderen Staaten weltweit gehalten werden. Zu den nicht-marktfähigen Schulden gehören insbesondere die Konten der staatlichen Rentenversicherung, die 2010 2,5 Billionen US-Dollar ausmachten.

### Verbindlichkeiten der staatlichen Hypothekenfinanzierer
In der Betrachtung der amerikanischen Staatsverschuldung werden die Verbindlichkeiten, die bei den staatlichen Hypothekenfinanzierern Fannie Mae und Freddie Mac anfallen, traditionell nicht mitgerechnet. Hintergrund ist, dass diese beiden Institutionen als eigenständige und unabhängige Institutionen gegründet wurden, ihre Aktivitäten daher auch nicht dem Bund zuzurechnen sind. Infolge der Finanzkrise wurde jedoch eine politische Garantie für diese Verbindlichkeiten ausgesprochen, weshalb sie heute teilweise dazugerechnet werden. Im Jahr 2008 betrugen sie zusammen etwa 5 Billionen US-Dollar.

### Privatwirtschaftliche Garantien
Eine der Maßnahmen nach der Finanzkrise ab 2007 war die Vergabe von Zahlungsgarantien für Verbindlichkeiten von privatwirtschaftlichen Unternehmen, Banken und Investmentfonds. Der Umfang dieser Garantien wird nicht der Staatsverschuldung zugerechnet, ungeachtet der tatsächlichen Ausfallwahrscheinlichkeit. Direkte Investitionen in Finanzinstitutionen, wie sie beispielsweise im Rahmen des Troubled Asset Relief Program anfallen, werden jedoch berücksichtigt.

### Zinslast
Die Zinskosten für die Verschuldung belasteten den amerikanischen Staatshaushalt 2019 mit fast 600 Milliarden Dollar pro Jahr bzw. knapp 2,5 % des BIP. Im Jahr 2025 betragen die jährlichen Aufwendungen für den Zinsdienst annähernd 1 Billion Dollar.

### Zukünftige Verpflichtungen
Im Rahmen einer Reihe von Sozialversicherungen verpflichtet sich der Bund zu zukünftigen Zahlungen, darunter insbesondere Rentenzahlungen an nahezu alle derzeitigen amerikanischen Arbeitnehmer. Im Umlageverfahren werden jeweils fällige Zahlungen aus im selben Zeitraum eingesammelten Abgaben finanziert. Nach Projektionen des Government Accountability Office, einer Untersuchungsbehörde des Kongresses, werden diese Zahlungen in den kommenden 75 Jahren die Einnahmen aus den Abgaben übersteigen und damit ein Zuschuss aus anderen Haushaltsmitteln notwendig sein.
Der Gesamtwert dieser nicht aus Abgaben gedeckten zukünftigen Verpflichtungen betrug 2009 45,8 Billionen US-Dollar. Diese Summe hätte bereitgestellt werden müssen, um aus Kapital und Zinsen die zukünftigen Zahlungen bis 2084 zu decken. Davon würden 7,7 Billionen US-Dollar auf die Rentenversicherung und 38,2 Billionen US-Dollar auf die Krankenversicherungen entfallen. Würden diese Verpflichtungen zur Staatsverschuldung hinzugezählt, ergäbe sich ein Gesamtschuldenstand von 62 Billionen US-Dollar, oder das 4,4fache des Bruttoinlandprodukts.

## Schuldenobergrenze
Gemäß der Verfassung von 1787 hat der Kongress die Kompetenz, per Gesetz Kreditaufnahmen zu beschließen. Während bis zum Ersten Weltkrieg jede einzelne Kreditaufnahme vom Kongress auch einzeln beschlossen wurde, wurde der Bundesregierung zur flexiblen Finanzierung der amerikanischen Kriegsbeteiligung das Recht eingeräumt, bis zu einer festgelegten Grenze eigenständig über Kreditaufnahmen zu entscheiden. Dieser Ansatz wurde 1939 und 1941 durch neue gesetzliche Regelungen verallgemeinert. Seitdem kann die Bundesregierung eigenmächtig entscheiden, wann sie Kredite zur Finanzierung von Ausgaben innerhalb der jährlichen Haushaltsgesetze aufnimmt. Wie beim Ersten Weltkrieg gibt es jedoch eine strikte Schuldenobergrenze, die allein per Gesetz geändert werden kann. Die Weigerung des Kongresses, diese Grenze 2011 anzuheben, führte zu einer politischen Haushaltskrise. Die Schuldenobergrenze lag im Herbst 2022 bei 31,4 Billionen US-$ (30,9 Billionen Euro).

## Gläubiger

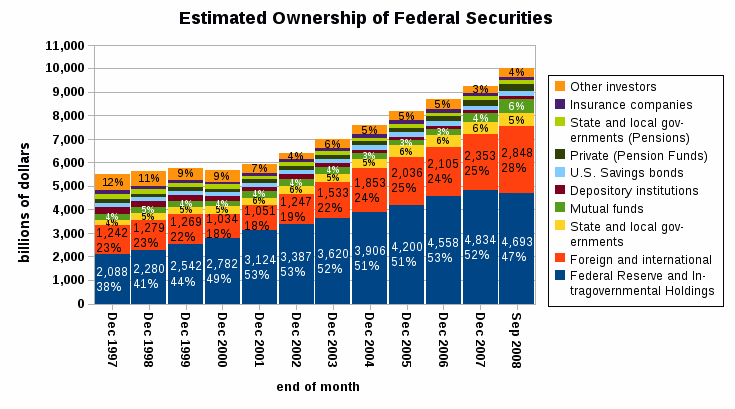
Geschätzte Gläubigerstruktur 1997–2008

Die Anleihen des Bundes werden von einer Vielzahl von Personen und Institutionen weltweit gehalten. Nach Schätzungen des Finanzministeriums wurden im September 2008 47 % der Anleihen von bundeseigenen Institutionen, allen voran der Federal Reserve Bank, 28 % von ausländischen Investoren und anderen Staaten, 5 % von Bundesstaaten und deren Untergliederungen, 6 % von Investment-Fonds, und 4 % von Rentenfonds gehalten.
Im Dezember 2022 waren laut US-Finanzministerium die größten ausländischen Kreditoren Japan (1076,3 Mrd. USD), VR China (867,1), das Vereinigte Königreich (654,5), Belgien und Luxemburg.